# Dolphy
Rodolfo Vera Quizon Sr. (25 de julio de 1928 - 10 de julio de 2012), conocido artísticamente como Dolphy, fue un actor y comediante filipino que residió en Gran Manila.

## Carrera
Dolphy comenzó su carrera como actor de teatro durante la ocupación japonesa en Filipinas. Luego actuó en películas de comedia. En 1966, se dio a conocer como parte del dúo cómico Dolphy y Panchito.
En el 2001 Dolphy, junto a sus hijos Eric y Quizon Jeffrey, ganó el reconocido Premios de la MEILLEURE en Bruselas, Bélgica, por su interpretación de Walterina en la película de Markova Confort Gay.

## Vida personal
Sus padres fueron, Melencio Quizon Espinoza, filipino de ascendencia china y Salud Vera de Quizon (1904-86). Tiene 10 hermanos: Jimmy, Georgie, Melencio, Jr. "Junior" (1932–1969), Auring, Laura, Josie, Sony y Jane.
En la actualidad todos sus hermanos residen en la aldea de multinacionales en Parañaque.

## Filmografía

### Televisión
- Tarantang-Tangtang (ABS-CBN 9)
- Buhay Artista (ABS-CBN 9)
- John En Marsha (RPN 9)
- Plaza 1899 (RPN 9)
- Gabi Ni Dolphy (RPN 9)
- Purungtong (RPN 9)
- Home Along Da Riles (ABS-CBN 2)
- MMK: Maalaala Mo Kaya (ABS-CBN 2)
- Home Along Da Airport (ABS-CBN 2)
- Quizon Avenue (ABS-CBN 2)
- John En Shirley (ABS-CBN 2)
- The Ricky Lo Exclusives (QTV 11)
- Eat Bulaga (GMA 7) - Guest
- May Bukas Pa (ABS-CBN 2)
- SNN: Showbiz News Ngayon (ABS-CBN 2) - Special Appearance
- Cool Center (GMA 7) - Special Appearance
- Pidol's Wonderland - TV5
- Utoy (TV series) - ABS-CBN

### Películas
- Nobody, Nobody But... Juan (Official Entry of the 2009 MMFF)
- Dobol Trobol[2] with Vic Sotto (2008)
- Home Along Da River (2003)
- Markova: Comfort Gay (2000) .... Walter Dempster Jr./Walterina Markova
- Daddy O! Baby O! (2000) .... Mario
- Tataynic (1998)
- Aringkingking (1997)
- Da Best in da West 2 (1997)
- Home Along da Riles The Movie 2 (1997) .... Kevin Kosme
- Father & Son (1995) - comedian/film director
- Home Sic Home (1995)
- Wanted: Perfect Father (1994) .... Roy
- Hataw tatay hataw (1994) .... Marlon
- Abrakadabra (1994)
- When Pigs Fly (1993) .... Tarzan

... aka Wenn Schweine fliegen (Germany)
- Home Along da Riles The Movie (1993) .... Kevin Kosme
- Buddy en Sol (Sine ito) (1992)
- Espadang patpat (1990) .... Pidol
- Og Must Be Crazy (1990) .... Og
- John and Marsha '90 (1990) .... John
- My Darling Domestic (The Greytest Iskeyp) (1989)
- May pulis... may pulis... sa ilalim ng tulay (1989)

... aka May pulis may pulis sa ilalim ng tulay (Philippines: Tagalog title)
- Balbakwa: The Invisible Man (1989) .... Balbakwa

... aka Balbakwa (Philippines: Tagalog title: short title)
- Enteng, the Dragon (1988) .... Enteng
- Bakit kinagat ni Adan ang mansanas ni Eba (1988) .... Ambo
- Action Is Not Missing (1987)
- Anak ni Facifica Falayfay, Mga (1987) .... Facifica Falayfay
- Bata batuta (1987)
- Black Magic (1987)
- My Bugoy Goes to Congress (1987) .... Bugoy
- Home Sweet Home (1986)
- Once Upon a Time (1986) .... Puga
- The Crazy Professor (1985) .... Prof. Einstein
- Goatbuster (1985)
- John and Marsha sa probinsya (1985) .... John

... aka John & Marsha '85 (Philippines: English title)
- Kalabog en Bosyo Strike Again (1985) .... Kalabog
- Nang maghalo ang balat sa tinalupan (1984) .... Rudolph
- Daddy's Little Darlings (1984)
- Da Best of John & Marsha (1984) .... John
- Da Best in da West (1984)
- My Heart Belongs to Daddy (1983)
- Always in My Heart (1983)
- Daddy Knows Best (1983)
- My Juan en only (1982) .... Juan
- Nang umibig ang gurang (1982)
- Dancing Masters 2 (Hongkong) (1982)
- Good Morning, Professor (1982)
- My Heart Belongs to Daddy (1982)
- The Quick Brown Fox (1980)

... aka The Quick Brown Fox Jumps Over the Lazy Pig (Philippines: English title: long title)
- Dolphy's Angels (1980) .... Dolphy Angeles
- Superhand (1980)

... aka Superhand: Shadow of the Dancing Master (Philippines: English title: complete title)
- John and Marsha 4 (1980) .... John
- Max en Jess (1979) .... Max
- Dancing Master (1979) .... Johnny
- Darna, kuno? (1979) .... Darna Kuno
- Bugoy (1979) .... Bugoy
- Jack n' Jill of the Third Kind (1978)
- Mata ni Angelita, Mga (1978)
- Tatay kong nanay, Ang (1978) .... Dioscoro Derecho/Coring
- John and Marsha 3 (1977) .... John
- Kapten Batuten en his super batuta (1977) .... Kapten Batuten
- Omeng Satanasia (1977)
- Taho-ichi (1976)
- John and Marsha 2 (1976) .... John
- Kisame Street (1976)
- Happy Days Are Here Again (1975/I)
- Kaming matatapang ang apog (1975)
- John en Marsha sa America (1975)
- Itik-Itik (1974)
- My Funny Valentine (1974) .... Banjo
- Huli Huli Yan [1974 ]
- Sarhento Fofongay, A... ewan (1974) .... Sarhento Fofongay
- Captain Barbell Boom! (1973) .... Tingting / Captain Barbell

... aka Mars Ravelo's Captain Barbell Boom! (Philippines: English title: complete title)
- Fefita Fofongay (Viuda de Falayfay) (1973) .... Fefita Fofongay
- Fung Ku (1973)
- John and Marsha (1973) .... John
- "John & Marsha" (1973) TV series .... John
- Hiwaga ng Ibong Adarna, Ang (1972) .... Prinsipe Adolfo

... aka Ibong Adarna (Philippines: Tagalog title: short title)
- Kitang-kita ang ibidensya (1972)
- Love Pinoy Style (1972)
- Tulak ng bibig, kabig ng dibdib (1971)
- Up, Up and Away (1970)

... aka Tayo'y Mag — Up, Up and Away (Philippines: English title: long title)
- Adolphong Hitler (1969)
- Atorni Agaton: Abogado de kampanilya (1969) .... Atorni Agaton
- Pacifica Falaypay (1969) .... Pacifica Falaypay
- Pag-ibig masdan ang ginawa mo (1969)
- Arista ang aking asawa (1968)
- Banal, ang ganid, at ang pusakal, Ang (1968)
- Buhay bombero (1968)
- Buy One Take One (1968)
- Dakilang tanga (1968)
- Family Planning (1968)
- Good morning titser (1968)
- Kaming taga bundok (1968)
- Kaming taga ilog (1968)
- O kaka, o kaka (1968)
- Private Ompong and the Sexy Dozen (1968) .... Pvt. Ompong
- Tiririt ng maya, tiririt ng ibon (1968)
- Utos ni mayor (1968)
- Like father, like son: Kung ano ang puno siya ang bunga (1967)
- Shake-a-Boom! (1967)
- Together Again (1967)
- Dalawang kumander sa WAC (1966)
- Napoleon Doble and the Sexy Six (1966)
- Pambihirang dalawa (Sa combat) (1966)
- Alyas Don Juan (1966) .... Agent 1-2-3
- Doble solo (1966) .... Agent 1-2-3
- Dolpong Istambul (1966) .... Agent 1-2-3
- Dolpong Scarface (1966) .... Agent 1-2-3
- James Batman (1966) .... Batman / James
- Operation Butterball (1966)
- Pepe en Pilar (1966) .... Pilar
- Sungit Conference (1966)
- Dolpinger: Agent sa lagim (1965)
- Dolpinger (1965)
- Dressed to Kill (1965)
- Dr. Yes (1965) .... Agent 1-2-3
- Genghis Bond: Agent 1-2-3 (1965)
- Kulog at kidlat (1965)
- Utos ni Tale hinde mababale (1965)
- Captain Barbell (1964) .... Tenteng
- Adre, ayos na! (ang buto-buto) (1964)

- King and Queen for a Day (1963)
- Isinusumpa ko! (1963)
- Ikaw na ang mag-ako (1963)
- Manugang ni Drakula, Mga (1963)
- Tansan vs. Tarsan (1963) .... Tansan
- The Big Broadcast (1962)
- Lab na lab kita (1962)
- Si Lucio at si Miguel (1962)
- Susanang daldal (1962)
- Tansan the Mighty (1962) .... Tansan
- Hami-hanimun (1961)
- Kandidatong pulpol (1961)
- Lawiswis kawayan (1961)
- Operatang sampay bakod (1961)
- Beatnik (1960)
- Dobol trobol (1960)
- Kalabog en Bosyo (1959) .... Kalabog
- Ipinagbili ko ang aking anak (1959)
- Isinumpa (1959)
- Pakiusap (1959)
- Wedding Bells (1959)
- Kuwento ni Lola Basyang, Mga (1958) .... Pedro

... aka Mga kwento ni Lola Basyang (Philippines: Tagalog title)
- Pulot gata (1958)
- Reyna ng Vicks, Mga (1958)

... aka The Queens of Vicks (Philippines: English title)
- Silveria (1958)
- Bituing marikit (1957)
- Hahabul-habol (1957)
- Hongkong Holiday (1957)
- Boksingera daw! (1956)

... aka Boksingera daw! (Philippines: Tagalog title)
- Chabacano (1956)

... aka Chavacano (Philippines: Tagalog title)
- Gigolo (1956)
- Kulang sa pito (1956)
- Pampanguena (1956)
- Teresa (1956)
- Vacacionista (1956)
- Artista (1955)
- Balisong (1955)
- Despatsadora (1955)
- Hindi basta-basta (1955)
- Hootsy kootsy (1955)
- Kurdapya (1955)
- Mambo dyambo (1955)
- Tatay na si Bondying (1955)
- Dalagang Ilocana (1954)
- Jack and Jill (1954) .... Gloria / Gorio

... aka Jack en Jill (Philippines: English title)
... aka Mars Ravelo's Jack and Jill (Philippines: English title: complete title)
- Maalaala mo kaya (1954)
- Menor de edad (1954)
- Sabungera (1954)
- Sa isang halik mo Pancho (1954)
- Sa isang sulyap mo Tita (1953)

## Premios
- Ganador, Comedia Box-oficina de King (con Vic Sotto) - 2009 Guillermo Mendoza Fundación Premios
- Ganador, Mejor Actor Comedia - Premios PMPC estrella de la televisión
  - A lo largo de Da Inicio Riles (1992-1995)
  - En Marsha John (1986-1988, 1990)
- Ganador, Lifetime Achievement Award - 1995 Premio Estrella PMPC para la TV
- Nominado, Mejor actor de comedia - Premios PMPC estrella de la televisión
  - En John Shirley (2008)